# Sociedade dos 2.000 watts
A sociedade dos 2.000 watts é uma visão, originada pelo Instituto Federal de Tecnologia de Zurique no final de 1998, na qual cada pessoa no mundo desenvolvido cortaria sua média geral de uso de energia para não mais que 2.000 watts (17.520 quilowatts-hora por ano de todo uso de energia, não somente elétrica) até o ano 2050, sem diminuir sua qualidade de vida.
Dois mil watts é aproximadamente a média mundial atual de uso total de energia. Isto se compara a uma média de cerca de 6.000 watts na Europa ocidental, 12.000 watts nos Estados Unidos, 1.500 watts na China, 1.000 watts na Índia, e apenas 300 watts no Bangladesh. A própria Suíça, atualmente com média de cerca de 5.000 watts, foi uma sociedade de 2.000 watts, pela última vez, na década de 1960.
A visão foi desenvolvida como resposta às preocupações quanto à mudança climática, segurança energética, e a disponibilidade futura de fontes de energia. É apoiada pela Secretaria Federal de Energia Suíça, a Associação de Arquitetos e Engenheiros Suíços, e outros órgãos.